# Anna d'Este
Anna d'Este (16. listopadu 1531 – 17. května 1607) byla významnou princeznou se značným vlivem u francouzského dvora a ústřední postavou náboženských válek. Prvním manželstvím se stala vévodkyní z Aumale a de Guise, druhým sňatkem pak vévodkyní z Nemours a Genevois.

## Život
Anna d'Este se narodila 16. listopadu 1531 jako nejstarší dcera ferrarského vévody Herkula II. (syn Lucrezie Borgia a vnuk papeže Alexandra VI.) a Renaty Francouzské (dcera Ludvíka XII.) Vyrůstala ve Ferraře, kde se jí dostalo vynikajícího vzdělání. Budoucí spisovatelka a učenka Olympia Fulvia Morata byla vybrána za jednu z jejích společnic.
V roce 1548, po dlouhých a obtížných jednáních, byla zasnoubena s francouzským vévodou z Aumale Františkem, synem vévody de Guise. Smlouva byla podepsána 28. září ve Ferraře a samotné manželství uzavřeno v Saint-Germain-en-Laye poblíž Paříže 16. prosince. Princezna se do Itálie nikdy nevrátila. Anna byla vnučkou Ludvíka XII., a tedy sestřenkou Jindřicha II. Francouzského.
Sňatkem se stala členkou mocného rodu Guisů a díky svým italským kořenům měla obzvláště úzké vztahy s královnou a později královnou – matkou, Kateřinou Medicejskou. Z těchto důvodů měla u dvora význačné postavení. Po smrti svého tchána v roce 1550 spravovala rodinný majetek a obrovské bohatství Guisů s pomocí své tchyně, Antoinette Bourbonské. Anna působila jménem svého otce jako prostředník mezi francouzským a ferrarským dvorem. Porodila sedm dětí, z nichž se čtyři dožily dospělosti.
V únoru 1563 byl František de Guise zavražděn. Zatímco byl vrah chycen a ihned usmrcen, Anna udělala všechny potřebné kroky, aby mohla zažalovat vůdce francouzských hugenotů, Gasparda de Coligny, kterého z vraždy vinila. Během následujících tří let vyvíjela vdova svými žádostmi tlak na krále a jeho dvořany, ale v lednu 1566 prohlásila králova rada admirála Colignyho za nevinného a uložila věčné mlčení v této věci. Většina jejích současníků vinila vévodkyni vdovu de Guise odpovědnou za výstřel na Colignyho z 22. srpna 1572, který byl signálem pro začátek Bartolomějské noci.
29. dubna 1566 se Anna provdala za Jakuba z Nemours. Od té doby trávila princezna většinu času v Annecy nebo na cestě mezi jejím vévodstvím Genevois a francouzským dvorem. V politicky obtížných situacích působila jako prostředník mezi svým manželem a savojským vévodou. Anna podporovala kariéru svých synů, pomohla svým klientům k získání živobytí a nárokovala si přední místo při oficiálních dvorních ceremoniích. Po smrti svého druhého manžela v roce 1585 žila Anna v Paříži, v Hôtel de Nemours. S vytvořením Katolické ligy, v níž hráli její synové důležitou roli, její význam značně vzrostl.
V prosinci 1588 nechal Jindřich III. Francouzský zavraždit dva její syny a ji uvěznit. I když nám prameny nic neříkají o vévodkyniných činech po jejím propuštění, někteří současníci ji považovali za zodpovědnou za královo zavraždění. Během obléhání Paříže Jindřichem IV. byla Anna prohlášena za "královnu - matku" ligy, ale po Bourbonově konverzi zpět ke katolictví ho uznala za krále a snažila se přesvědčit své syny ke stejnému kroku. V roce 1594 Anna odcestovala do Paříže, aby vzdala hold Jindřichu IV. Poslední roky strávila ve vysoce úctyhodném postavení "superintendante de la maison" královny Marie Medicejské. Také se však zadlužovala a starala se o finanční situaci svých dětí i vnoučat.

## Smrt
Když 17. května 1607 zemřela, hodnota jejích movitých věcí přišla na o něco více než 4000 livrů. Vnitřnosti a srdce vévodkyně bylo pohřbeno v Paříži a v Joinvillu, zatímco její tělo bylo přeneseno do Annecy, kde bylo pohřbeno vedle jejího druhého manžela. Hroby se nedochovaly.

## Potomci
Děti z prvního manželství s Františkem de Guise:
- 1. Jindřich I. de Guise (31. 12. 1550 Joinville – 23. 12. 1588 Blois), vévoda de Guise, princ de Joinville[1]
⚭ 1570 Kateřina Klévská (1548 – 11. 5. 1633 Eu), hraběnka z Eu[2]
- 2. Kateřina (18. 7. 1551 Joinville – 6. 5. 1596 Paříž)[3]
⚭ 1570 Ludvík z Montpensier (10. 6. 1513 Moulins – 23. 9. 1582 Champigny-sur-Veude), vévoda z Montpensier[4]
- 3. Karel II. Lotrinský (26. 3. 1554 Alençon – 3. 10. 1611 Soissons), vévoda z Mayenne a hrabě z Maine[5]
⚭ 1576 Henrietta Savojská (1541 – 14. 11. 1611)[6]
- 4. Ludvík II. (6. 7. 1555 Dampierre-en-Yvelines – 24. 12. 1588 Blois), remešský arcibiskup, kardinál, papežský legát v Avignonu[7]
- 5. Antonín (1557–1560)[8]
- 6. František (1559–1573)[9]
- 7. Maxmilián (1562–1567)[10]

Děti z druhého manželství s Jakubem z Nemours:
- 1. Karel Emanuel z Nemours (12. 2. 1567 – 13. 8. 1595 Annecy), 3. vévoda z Nemours od roku 1585 až do své smrti, svobodný a bezdětný[11]
- 2. Markéta z Nemours (1569–1572)
- 3. Jindřich I. z Nemours (2. 11. 1572 Paříž – 10. 7. 1632 tamtéž), markýz ze Saint-Sorlin, 4. vévoda z Nemours od roku 1595 až do své smrti[12]
⚭ 1618 Anna Lotrinská (1600 – 10. 2. 1638)[13]
- 4. Robert z Nemours (1577–1661)

## Vývod z předků
|             |                         |  |                 |                         |  |  |  |  |  |  |  | Niccolò III. d'Este |
|             |                         |  |                 |                         |  |  |  |  |  |  |  |                     |
|             | Herkules I. d'Este      |  |                 |                         |  |  |  |  |  |  |  |                     |
|             |                         |  |                 |                         |  |  |  |  |  |  |  |                     |
|             |                         |  |                 | Ricciarda di Saluzzo    |  |  |  |  |  |  |  |                     |
|             |                         |  |                 |                         |  |  |  |  |  |  |  |                     |
|             | Alfons I. d'Este        |  |                 |                         |  |  |  |  |  |  |  |                     |
|             |                         |  |                 |                         |  |  |  |  |  |  |  |                     |
|             |                         |  |                 | Ferdinand I. Ferrante   |  |  |  |  |  |  |  |                     |
|             |                         |  |                 |                         |  |  |  |  |  |  |  |                     |
|             | Eleonora Neapolská      |  |                 |                         |  |  |  |  |  |  |  |                     |
|             |                         |  |                 |                         |  |  |  |  |  |  |  |                     |
|             |                         |  |                 | Isabella z Chiaromonte  |  |  |  |  |  |  |  |                     |
|             |                         |  |                 |                         |  |  |  |  |  |  |  |                     |
|             | Herkules II. d'Este     |  |                 |                         |  |  |  |  |  |  |  |                     |
|             |                         |  |                 |                         |  |  |  |  |  |  |  |                     |
|             |                         |  |                 | Jofré Llançol i Escrivà |  |  |  |  |  |  |  |                     |
|             |                         |  |                 |                         |  |  |  |  |  |  |  |                     |
|             | Alexandr VI.            |  |                 |                         |  |  |  |  |  |  |  |                     |
|             |                         |  |                 |                         |  |  |  |  |  |  |  |                     |
|             |                         |  |                 | Isabel Borja            |  |  |  |  |  |  |  |                     |
|             |                         |  |                 |                         |  |  |  |  |  |  |  |                     |
|             | Lucrezia Borgia         |  |                 |                         |  |  |  |  |  |  |  |                     |
|             |                         |  |                 |                         |  |  |  |  |  |  |  |                     |
|             |                         |  |                 | Giacommo dei Cattanei   |  |  |  |  |  |  |  |                     |
|             |                         |  |                 |                         |  |  |  |  |  |  |  |                     |
|             | Vannozza dei Cattanei   |  |                 |                         |  |  |  |  |  |  |  |                     |
|             |                         |  |                 |                         |  |  |  |  |  |  |  |                     |
|             |                         |  |                 | Mencia Pinctoris        |  |  |  |  |  |  |  |                     |
|             |                         |  |                 |                         |  |  |  |  |  |  |  |                     |
| Anna d'Este |                         |  |                 |                         |  |  |  |  |  |  |  |                     |
|             |                         |  |                 |                         |  |  |  |  |  |  |  |                     |
|             |                         |  | Ludvík z Valois |                         |  |  |  |  |  |  |  |                     |
|             |                         |  |                 |                         |  |  |  |  |  |  |  |                     |
|             | Karel Orléanský         |  |                 |                         |  |  |  |  |  |  |  |                     |
|             |                         |  |                 |                         |  |  |  |  |  |  |  |                     |
|             |                         |  |                 | Valentina Visconti      |  |  |  |  |  |  |  |                     |
|             |                         |  |                 |                         |  |  |  |  |  |  |  |                     |
|             | Ludvík XII.             |  |                 |                         |  |  |  |  |  |  |  |                     |
|             |                         |  |                 |                         |  |  |  |  |  |  |  |                     |
|             |                         |  |                 | Adolf I. Klevský        |  |  |  |  |  |  |  |                     |
|             |                         |  |                 |                         |  |  |  |  |  |  |  |                     |
|             | Marie Klevská           |  |                 |                         |  |  |  |  |  |  |  |                     |
|             |                         |  |                 |                         |  |  |  |  |  |  |  |                     |
|             |                         |  |                 | Marie Burgundská        |  |  |  |  |  |  |  |                     |
|             |                         |  |                 |                         |  |  |  |  |  |  |  |                     |
|             | Renata Francouzská      |  |                 |                         |  |  |  |  |  |  |  |                     |
|             |                         |  |                 |                         |  |  |  |  |  |  |  |                     |
|             |                         |  |                 | Richard Bretaňský       |  |  |  |  |  |  |  |                     |
|             |                         |  |                 |                         |  |  |  |  |  |  |  |                     |
|             | František II. Bretaňský |  |                 |                         |  |  |  |  |  |  |  |                     |
|             |                         |  |                 |                         |  |  |  |  |  |  |  |                     |
|             |                         |  |                 | Markéta Orleánská       |  |  |  |  |  |  |  |                     |
|             |                         |  |                 |                         |  |  |  |  |  |  |  |                     |
|             | Anna Bretaňská          |  |                 |                         |  |  |  |  |  |  |  |                     |
|             |                         |  |                 |                         |  |  |  |  |  |  |  |                     |
|             |                         |  |                 | Gaston IV. z Foix       |  |  |  |  |  |  |  |                     |
|             |                         |  |                 |                         |  |  |  |  |  |  |  |                     |
|             | Markéta z Foix          |  |                 |                         |  |  |  |  |  |  |  |                     |
|             |                         |  |                 |                         |  |  |  |  |  |  |  |                     |
|             |                         |  |                 | Eleonora Navarrská      |  |  |  |  |  |  |  |                     |
|             |                         |  |                 |                         |  |  |  |  |  |  |  |                     |